# Sainte-Marie (La Réunion)
 (mai 2018).
Si vous disposez d'ouvrages ou d'articles de référence ou si vous connaissez des sites web de qualité traitant du thème abordé ici, merci de compléter l'article en donnant les références utiles à sa vérifiabilité et en les liant à la section « Notes et références ».
Pour les articles homonymes, voir Sainte-Marie.
Sainte-Marie est une commune française, située dans le département et région de La Réunion.
Ses habitants sont appelés les Sainte-Mariens et sa devise est : « Par mer, par ciel, par terre, Sainte-Marie fleurira ».

## Géographie

### Localisation
Le territoire communal est limitrophe de ceux de Saint-Denis, Sainte-Suzanne et Salazie.

### Géologie et relief
Il s'étend sur près de 9 000 hectares.

## Urbanisme

### Typologie
Sainte-Marie est une commune urbaine, car elle fait partie des communes denses ou de densité intermédiaire, au sens de la grille communale de densité de l'Insee,,,. Elle appartient à l'unité urbaine de Saint-Denis, une agglomération intra-départementale regroupant 2 communes et 191 733 habitants en 2022, dont elle est une commune de la banlieue,.
Par ailleurs la commune fait partie de l'aire d'attraction de Saint-Denis, dont elle est une commune de la couronne. Cette aire, qui regroupe 6 communes, est catégorisée dans les aires de 200 000 à moins de 700 000 habitants,.
La commune, bordée par l'océan Indien au nord, est également une commune littorale au sens de la loi du 3 janvier 1986, dite loi littoral. Des dispositions spécifiques d’urbanisme s’y appliquent dès lors afin de préserver les espaces naturels, les sites, les paysages et l’équilibre écologique du littoral, par exemple le principe d'inconstructibilité, en dehors des espaces urbanisés, sur la bande littorale des 100 mètres, ou plus si le plan local d’urbanisme le prévoit,.

### Voies de communication et transports
Sur le territoire communal se trouve l'aéroport de La Réunion Roland-Garros, le principal aéroport de l'île. On y trouve également un port de plaisance, le port de Sainte-Marie.

## Histoire
En 1667, l'équipage d'un navire en perdition prie la Vierge et fait un vœu. Ils accostent alors au Nord de l'île, et y érigent un monument à la Vierge Marie avec les débris de leur navire. Le site deviendra en 1789 la commune de Sainte-Marie 1789.

## Politique et administration

### Rattachements administratifs et électoraux
Sainte-Marie appartient à l’arrondissement de Saint-Denis et au canton de Sainte-Marie dont elle est le bureau centralisateur.
Pour l’élection des députés, la commune fait partie de la sixième circonscription de La Réunion, représentée depuis 2022 par Frédéric Maillot (PLR).

### Intercommunalité
La commune appartient à la communauté intercommunale du nord de La Réunion (CINOR) avec Saint-Denis et Sainte-Suzanne. Elle élit 19 délégués membres du conseil communautaire.

### Jumelages
- Moka Flacq (Maurice) depuis 1992.
- en cours : Sainte-Marie (Madagascar) et Anse Royale (Seychelles)[16].

## Population et société

### Démographie
L'évolution du nombre d'habitants est connue à travers les recensements de la population effectués dans la commune depuis 1961, premier recensement postérieur à la départementalisation de 1946. À partir de 2006, les populations de référence des communes sont publiées annuellement par l'Insee. Le recensement repose désormais sur une collecte d'information annuelle, concernant successivement tous les territoires communaux au cours d'une période de cinq ans. Pour les communes de plus de 10 000 habitants les recensements ont lieu chaque année à la suite d'une enquête par sondage auprès d'un échantillon d'adresses représentant 8 % de leurs logements, contrairement aux autres communes qui ont un recensement réel tous les cinq ans,.

En 2022, la commune comptait 35 584 habitants, en évolution de +7,31 % par rapport à 2016 (La Réunion : +3,33 %, France hors Mayotte : +2,11 %).
| 1961   | 1967   | 1974   | 1982   | 1990   | 1999   | 2006   | 2011   | 2016   |
| ------ | ------ | ------ | ------ | ------ | ------ | ------ | ------ | ------ |
| 11 414 | 14 367 | 16 566 | 17 251 | 20 158 | 26 582 | 30 596 | 29 962 | 33 160 |

| 2021   | 2022   | - | - | - | - | - | - | - |
| ------ | ------ | - | - | - | - | - | - | - |
| 34 344 | 35 584 | - | - | - | - | - | - | - |

### Enseignement
On trouve sur le territoire communal trois collèges publics et un collège privé :
- le collège Beauséjour, qui comptait 356 élèves à la rentrée 2005 ;
- le collège Adrien-Cerneau, qui comptait 973 élèves à la rentrée 2005 ;
- le collège Jean-d'Esme ;
- le collège privé catholique Levavasseur[20], inauguré à Beauséjour en 2023, dont l'objectif d'accueil est de 483 élèves[21].

On trouve par ailleurs deux lycées publics :
- le lycée professionnel Isnelle-Amelin, qui comptait 843 élèves à la rentrée 2005 ;
- le lycée d'enseignement général et technologique Le Verger[22].

### Équipements culturels
C'est à Sainte-Marie que s'est ouvert au second semestre 2005 le deuxième cinéma multiplexe de La Réunion après celui de Saint-Paul.

## Économie
L'aéroport international Roland-Garros est situé à Sainte-Marie.
Le siège du groupe Bourbon était situé sur le territoire communal jusqu'en 2005. Il a été transféré à Paris.
Les Brasseries de Bourbon y ont construit leurs services commerciaux et leur point de distribution pour le Nord de l'île.
Sainte-Marie accueille également un cinéma multiplexe, le Cinépalmes, ainsi qu'un grand centre commercial, le centre commercial Duparc.
La gestion du port de Sainte-Marie est assurée par la chambre de commerce et d'industrie de La Réunion.

## Culture locale et patrimoine

### Lieux et monuments
- L'église Notre-Dame-de-l'Assomption.
- La chapelle Notre-Dame-de-la-Salette.
- La Vierge noire de la Rivière des Pluies.
- Chapelle du Bienheureux-Père-Laval de Grande-Montée.
- Église Notre-Dame-Auxilliatrice de la Ressource.
- Église Saint-François-Xavier de Rivière des Pluies. Elle est inscrite à l'Inventaire général du patrimoine culturel[23].
- Liste détaillée des églises de Sainte-Marie sur :

- L'établissement de La Ressource.
- Le cimetière des Jésuites.

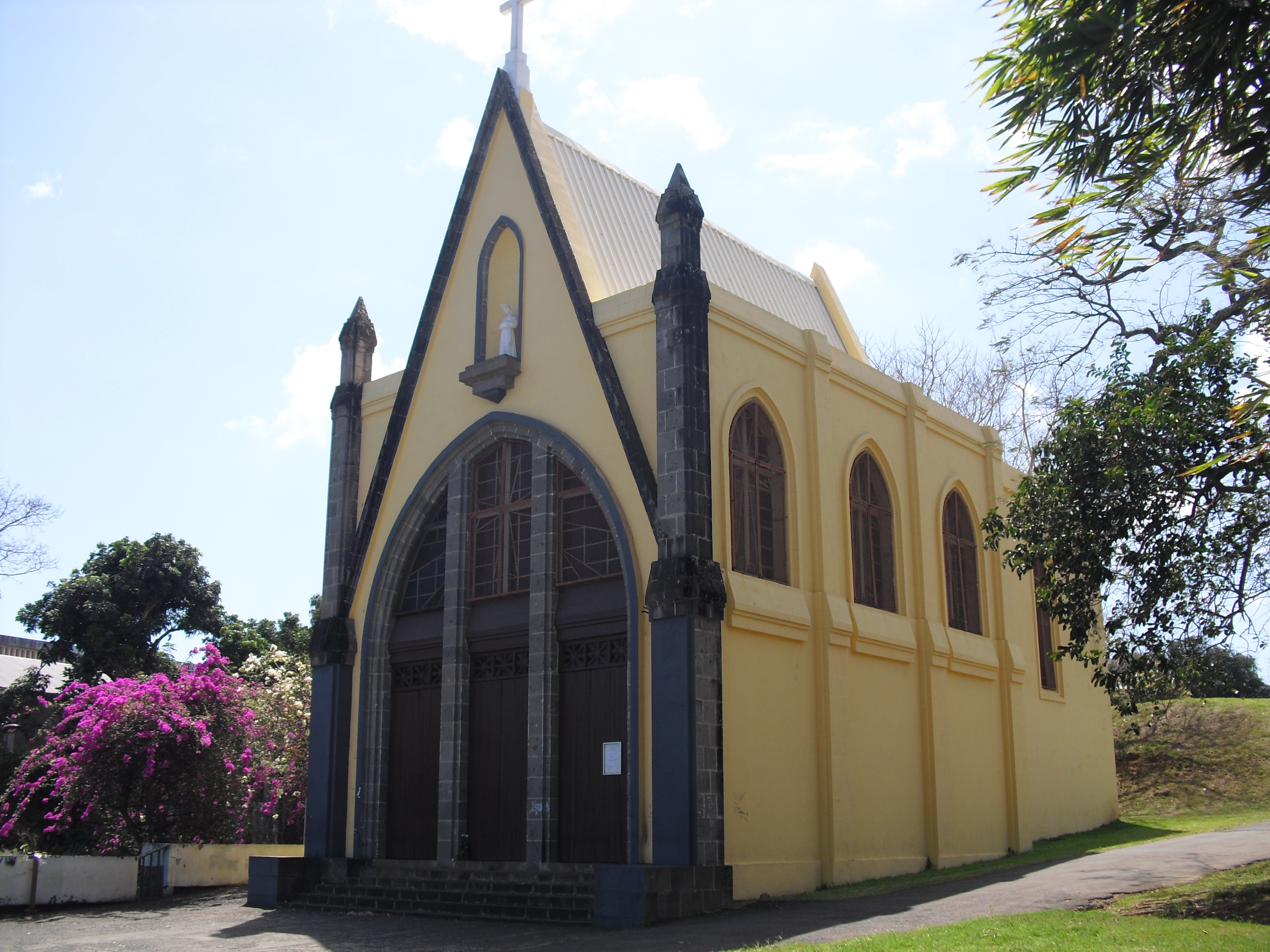
Chapelle Notre-Dame-de-la-Salette
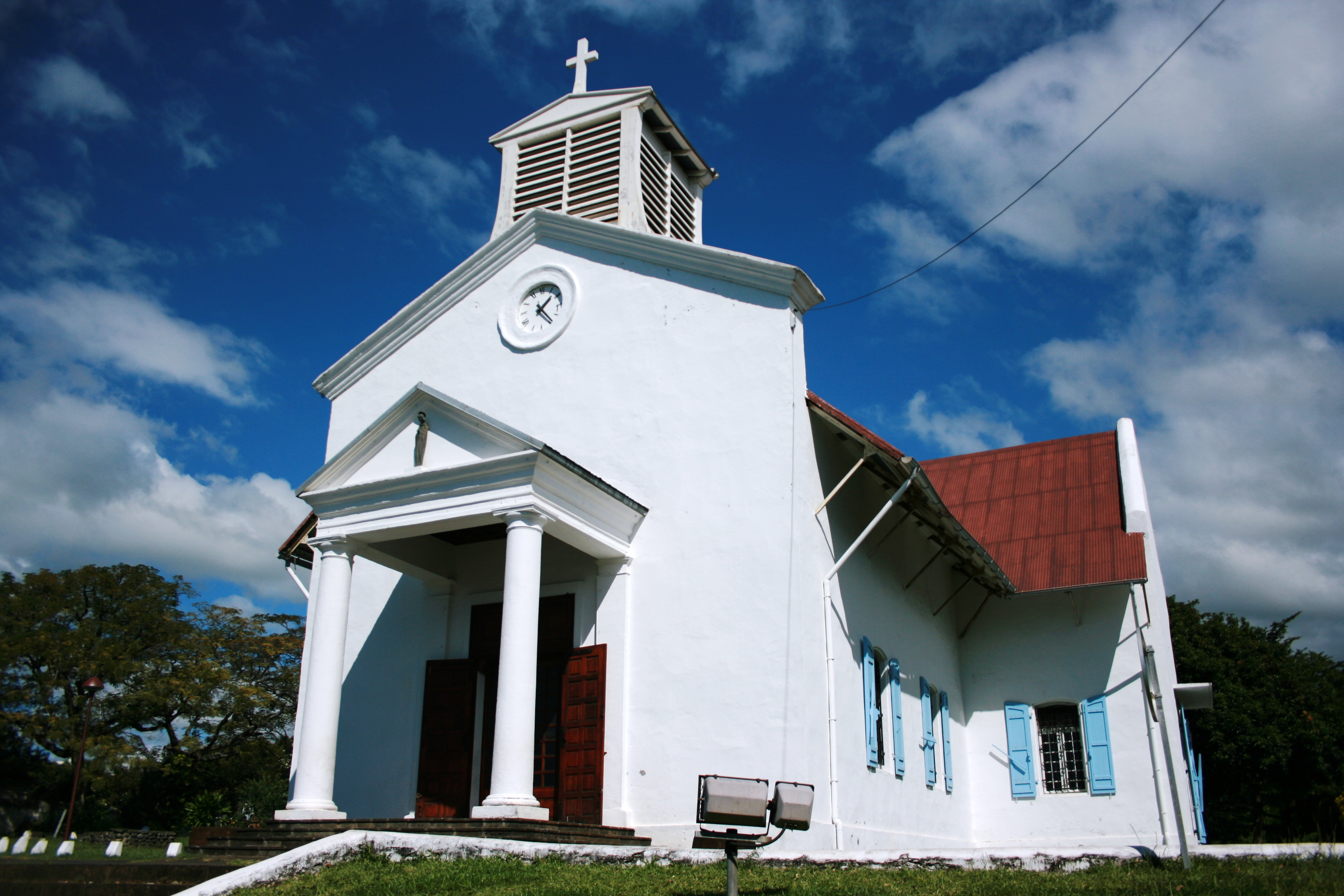
Église Notre-Dame de l'Assomption de Sainte-Marie
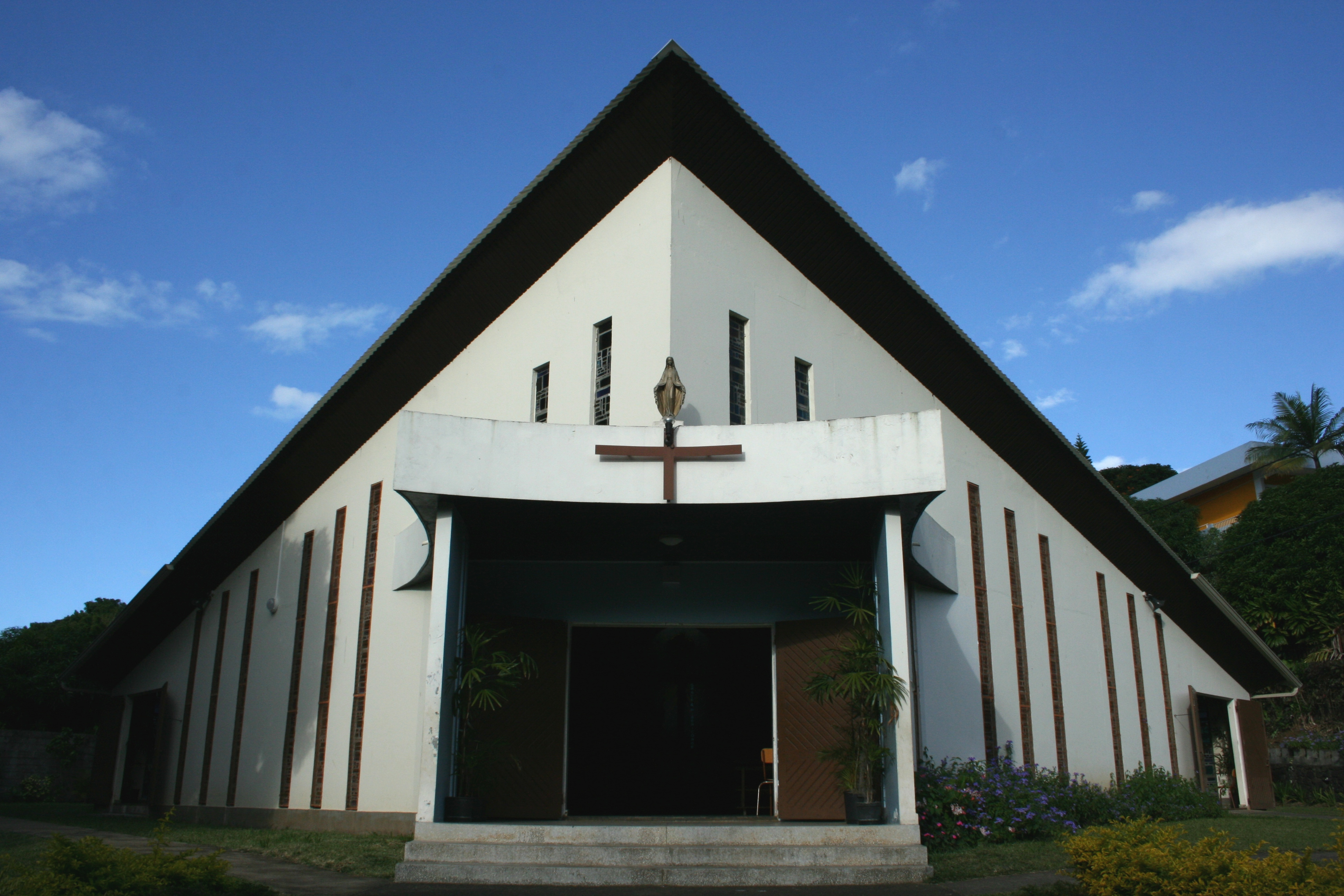
Église Notre-Dame-Auxilliatrice de la Ressource
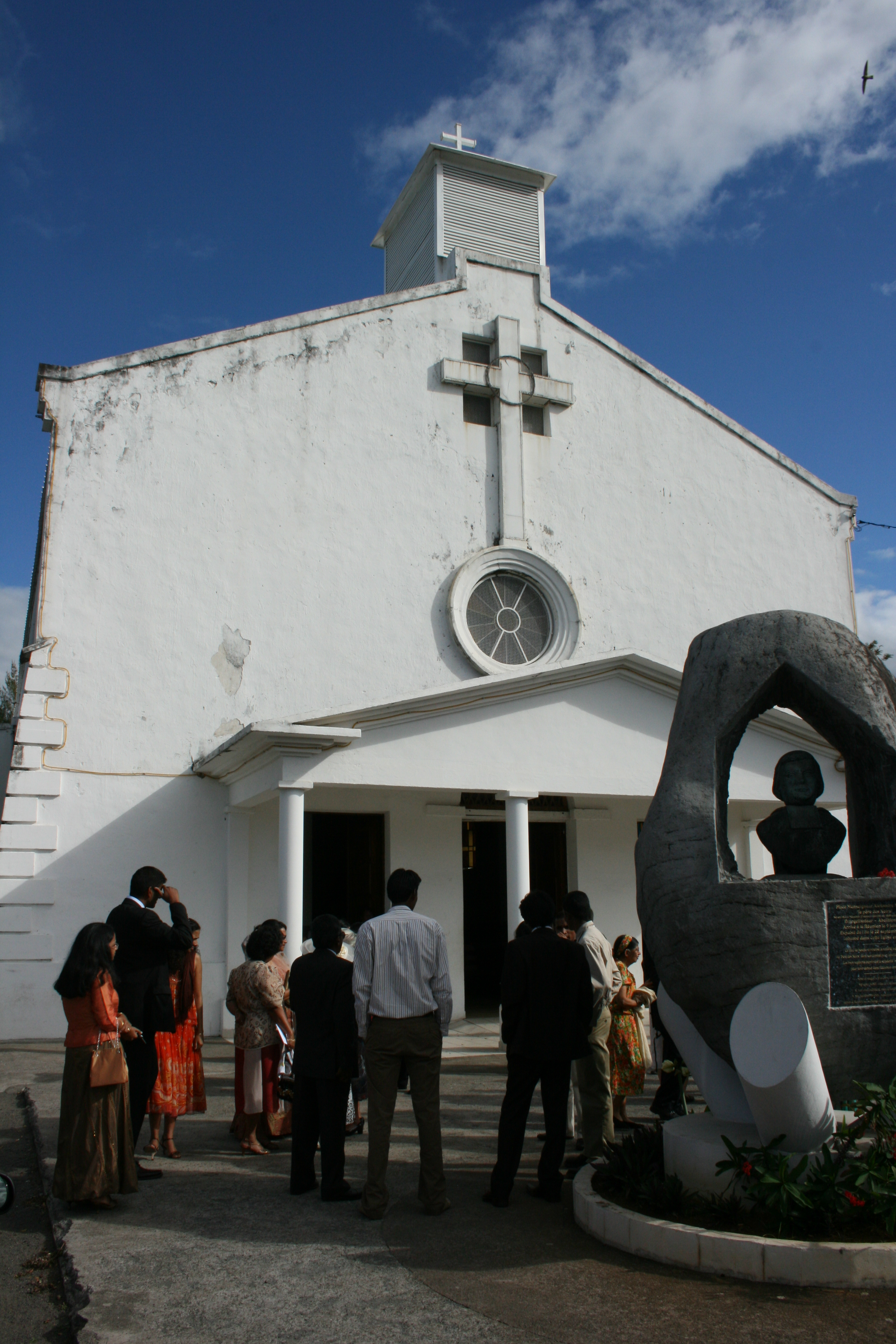
Église Saint-François-Xavier de Rivière des Pluies

### Personnalités liées à la commune
- Anne_Mousse (1668-1733), première femme née à la Réunion et morte à Sainte-Marie.
- Le frère Scubilion (1797-1867) est mort à Sainte-Marie le 13 avril 1867. Il fut canonisé en 1989.
- L'écrivain Hippolyte Foucque y est né en 1887.
- Marcel Cerneau (1905-1990), homme politique.
- Michel Tamaya, homme politique qui a été député maire de Saint-Denis, y est né en 1944.
- Yves Gomy (entomologiste) y enseigna de 1971 à 1973.
- Jean-François Samlong, écrivain et poète y est né en 1949.

### Héraldique
| Blason | Blasonnement : D'azur à la croix ancrée d'argent chargé d'une nef de sable, cantonée en chef à dextre d'une fleur de lys d'or. |